# 長岡崇徳大学
長岡崇徳大学（ながおかすとくだいがく、英語: Nagaoka Sutoku University）は、新潟県長岡市深沢町に本部を置く私立大学である。2019年創立、2019年大学設置。

## 概観
長岡看護福祉専門学校を前身として、2019年4月に四年制大学として開校。中越地方で唯一の看護大学である。

## 沿革
- 1978年10月 - 社会福祉法人長岡福祉協会設立
- 1992年4月 - 長岡福祉専門学院（介護福祉学科）開校
- 1995年4月 - 長岡福祉専門学院に看護学科を開設。長岡福祉専門学院を長岡看護福祉専門学校と改称
- 2005年4月 - 長岡看護福祉専門学校の設置者が学校法人崇徳医療福祉学園に変更
- 2010年4月 - 学校法人崇徳医療福祉学園と学校法人総合学園が合併し、学校法人悠久崇徳学園となる
- 2019年4月 - 長岡崇徳大学開学[2]
- 2021年4月 - 長岡看護福祉専門学校を長岡崇徳福祉専門学校に校名変更

## 学部
- 看護学部
  - 看護学科

## 奨学金
貸与型
- 新潟県看護職員修学資金
- 新潟県奨学金
- 長岡医療と福祉の里グループ奨学金

## アクセス
詳細は、https://sutoku-u.ac.jp/access/を参照してください。
- JR「長岡駅」から約9km
- 越後交通「大手大橋経由ニュータウン線」長岡崇徳大学前下車徒歩1分

## 公式サイト
- 長岡崇徳大学